# Оптовый рынок электроэнергии и мощности России
Оптовый рынок электрической энергии и мощности, оптовый рынок электроэнергии — сфера обращения особых товаров — электрической энергии и мощности в рамках Единой энергетической системы России в границах единого экономического пространства Российской Федерации с участием крупных производителей и крупных покупателей электрической энергии и мощности, а также иных лиц, получивших статус субъекта оптового рынка и действующих на основе правил оптового рынка, утверждаемых в соответствии с Федеральным законом «Об электроэнергетике» Правительством Российской Федерации. Критерии отнесения производителей и покупателей электрической энергии к категории крупных производителей и крупных покупателей устанавливаются Правительством Российской Федерации (ст.3 35-ФЗ «Об электроэнергетике»).

## История
Одновременно с созданием РАО «ЕЭС России» была организована оптовая торговля электрической энергией на Федеральном (общероссийском) оптовом рынке электроэнергии и мощности (ФОРЭМ). ФОРЭМ представлял собой систему договорных отношений множества его участников (субъектов), связанных между собой единством технологического процесса производства, передачи, распределения и потребления электроэнергии в ЕЭС России. Правовой основой функционирования ФОРЭМ являлись Федеральный закон от 14 апреля 1995 года «О государственном регулировании тарифов на электрическую и тепловую энергию в Российской Федерации» и Постановление Правительства РФ от 12 июля 1996 года № 793 «О федеральном (общероссийском) оптовом рынке электрической энергии (мощности)».
Началом функционирования существующей модели оптового рынка электроэнергии в Российской Федерации считается 1 ноября 2003 года, дата вступления в силу Постановления Правительства РФ от 24 октября 2003 года № 643 «О правилах оптового рынка электрической энергии (мощности) переходного периода».
1 сентября 2006 года Постановлением Правительства РФ от 31 августа 2006 г. N 529 «О совершенствовании порядка функционирования оптового рынка электрической энергии (мощности)» введена в действие новая модель оптового рынка электроэнергии и мощности переходного периода, получившая название НОРЭМ — новый оптовый рынок электроэнергии и мощности (сейчас употребительной является аббревиатура ОРЭМ). В настоящее время правила функционирования оптового рынка электроэнергии и мощности регулируются Постановлением Правительства РФ № 1172 от 27 декабря 2010 года.

## Особенности электроэнергии как товара
Электроэнергия обладает особенностями, обусловленными её физическими свойствами, которые необходимо учитывать при организации рынка:
- совпадение во времени процессов производства и потребления электроэнергии и равенство объема выработанной и потреблённой электроэнергии в каждый момент времени;
- невозможность запасания электроэнергии в достаточных в масштабе энергосистемы количествах;
- невозможность заранее точно оговорить объемы генерации и потребления электроэнергии;
- невозможность с физической точки зрения определить, кто произвёл электроэнергию, использованную тем или иным потребителем.

На других рынках товарной продукции кратковременный дисбаланс между производством и потреблением не приводит к потере устойчивости рынка, поскольку может быть устранён за счет складских запасов или товаров-заменителей. Рынок электроэнергии может нормально функционировать только при условии, что в каждый момент времени обеспечивается баланс производства и потребления.
На практике производители и потребители электроэнергии допускают отклонения от своих обязательств по генерации и потреблению электроэнергии. Наличие не только краткосрочных (в пределах часа, суток и т. п.), но и сезонных (в течение года) колебаний нагрузки в сочетании с тем обстоятельством, что располагаемая мощность электростанций должна превышать с требуемым резервом величину годового максимума нагрузки, приводит к тому, что в течение года некоторый объем генерирующей мощности недогружен. Диспетчер, управляющий работой энергосистемы, не в состоянии регулировать в режиме реального времени отпуск электроэнергии потребителям в соответствии с договорами на поставку, и потребитель может отбирать электроэнергию с существенными отклонениями от договорных обязательств. Необходимость оперативного балансирования энергосистемы в условиях переменной нагрузки требует наличия определенного числа маневренных электростанций, способных быстро и в широких пределах менять величину выработки электроэнергии. В последнее время также применяются различные модели управления спросом на электроэнергию, позволяющие привлекать потребителей к обеспечению баланса производства и потребления.
Невозможность создания запасов готовой продукции приводит к необходимости создания резервов генерирующих мощностей, пропускной способности электрических сетей и запасов топлива на электростанциях. Величина резервов нормируется, а затраты на поддержание резервов включаются в стоимость электроэнергии.

## Основные принципы организации оптового рынка
Мощность и электроэнергия, несмотря на несомненную взаимосвязь, рассматриваются как отдельные товары. Реализация мощности представляет собой обязательство и возможность поддержания в готовности генерирующего оборудования для выработки электроэнергии установленного качества в объёме, необходимом для удовлетворения потребности потребителя в электроэнергии, в то время как реализация электроэнергии представляет собой физическую поставку электроэнергии потребителю.
Новая модель рынка электроэнергии предполагает существование трёх секторов торговли электроэнергией:
- долгосрочных двусторонних договоров;
- рынок на сутки вперёд (РСВ);
- балансирующий рынок (БР).

На рынке долгосрочных двусторонних договоров торговля электрической энергией осуществляется по регулируемым договорам (РД) и свободным двусторонним договорам (СДД). В секторе регулируемых договоров ФАС России устанавливает тарифы на электроэнергию, поставляемую на оптовый рынок и покупаемую с рынка. Объемы электроэнергии, не покрытые регулируемыми договорами, продаются по свободным ценам в рамках свободных двусторонних договоров и рынка «на сутки вперед». В рамках свободных двусторонних договоров участники рынка сами определяют контрагентов, цены и объемы поставки. Основой рынка «на сутки вперед» является проводимый ОАО «Администратор торговой системы» конкурентный отбор ценовых заявок поставщиков и покупателей за сутки до реальной поставки электроэнергии с определением цен и объемов поставки на каждый час суток. При возникновении отклонений от запланированных на сутки вперед объемов поставки, участники покупают или продают их на балансирующем рынке.
В новой модели рынка регулируемые договоры фактически заменили существовавший ранее регулируемый сектор рынка электроэнергии. Одномоментная либерализация оптового рынка электроэнергии могла привести к существенным изменениям уровня цен на электроэнергию, влияющим на конкурентоспособность как потребителей, так и производителей электроэнергии. Поэтому либерализация рынка проводилась постепенно до 2011 года путём снижения объемов двухсторонних регулируемых договоров два раза в год. С 1 января 2011 года в пределах ценовых зон оптового рынка регулируемые договоры заключаются только в отношении объёмов электроэнергии и мощности, предназначенных для поставок населению, приравненным к населению категориям потребителей, а также гарантирующим поставщикам, действующим на территории республик Северного Кавказа, Республики Тыва и Республики Бурятия.

### Ценовые и неценовые зоны
Оптовый рынок разделён на две ценовые зоны:
- Первая ценовая зона: Европейская часть России и Урал;
- Вторая ценовая зона: Сибирь.

Территории Российской Федерации, на которых по тем или иным причинам функционирование конкурентного рынка не возможно, отнесены к неценовым зонам (Архангельская область, Калининградская область, республика Коми были отнесены к первой неценовой зоне, энергосистема Востока на территории Дальневосточного федерального округа — ко второй неценовой зоне). Торговля электроэнергией в неценовых зонах осуществляется исходя из регулируемых цен и имеет ряд специфических особенностей, к примеру, наличие модели единого закупщика. Есть перечень территорий РФ, на которых оптовый рынок отсутствует, т. н. изолированные территории. К ним относят Камчатку, Сахалин, Магаданскую область. На данных территориях энергетические компании не разделены по видам бизнеса и организованы в АО.

### Рынок электроэнергии

#### Рынок двусторонних договоров
На рынке двусторонних договоров торговля электрической энергией осуществляется по регулируемым (РД) и свободным двусторонним договорам (СДД). В секторе регулируемых договоров ФАС России устанавливает тарифы на электроэнергию, поставляемую на оптовый рынок и покупаемую с рынка. Поставщиков и покупателей — контрагентов по регулируемым договорам определяет Администратор торговой системы.
При заключении свободных двусторонних договоров участники рынка сами определяют контрагентов, цены и объёмы поставки. Поставщики электроэнергии обязаны поставить объём электроэнергии, предусмотренный договором, либо произведя его на собственных генерирующих объектах, либо приобретя его по свободным двусторонним договорам или на РСВ.

#### Рынок на сутки вперёд
На РСВ продаются (покупаются) лишние (недостающие) объёмы планового почасового производства/потребления электроэнергии относительно объёмов регулируемых договоров.
На РСВ торговля электроэнергией происходит по цене, устанавливающейся под влиянием спроса и предложения. Равновесная цена электрической энергии определяется на основании ценовых заявок поставщиков и ценовых заявок покупателей электрической энергии соответствующей ценовой зоны с учётом необходимости обеспечения перетоков электрической энергии. Проведение конкурентного отбора заявок и определение планового производства и потребления электроэнергии участниками рынка включает три основных этапа. На первом этапе Администратор торговой системы получает от Системного оператора актуализированную расчётную модель энергосистемы, включающую в себя схему, выбранный состав работающего оборудования, ограничения и другие параметры. На втором этапе поставщики подают ценовые заявки для каждого часа операционных суток, в которых указана цена, по которой он может продавать объём электроэнергии не выше указанного для каждой группы точек поставки поставщика. Допускается подача ценопринимающих заявок, в которых поставщики не указывают цену электроэнергии, соглашаясь продавать электроэнергию по сложившейся в результате конкурентного отбора заявок цене. Покупатели также для каждого часа операционных суток подают заявки, отражающие их готовность купить в группе точек поставки электроэнергию по цене и в объеме, не выше указанных в заявке. Покупатели также могут подавать ценопринимающие заявки. Подавая ценопринимающие заявки, поставщики и покупатели могут увеличить вероятность того, что их заявки будут приняты. Администратор торговой системы на основании данных, полученных от Системного оператора, и заявок участников рынка определяет для каждой ценовой зоны почасовые равновесные цены и объемы выработанной и потреблённой электроэнергии, формируя торговый график. При проведении конкурентного отбора Администратор торговой системы включает в торговый график объёмы электроэнергии поставщиков, на которые в заявках указана наиболее низкая цена, и объёмы электроэнергии покупателей, на которые указана наиболее высокая цена. Равновесную цену определяет максимальное ценовое предложение электростанции, заявленные объемы электроэнергии которой ещё востребованы рынком. На третьем этапе Администратор торговой системы передаёт сформированный торговый график Системному оператору для ведения режима энергосистемы. Производители электроэнергии, ценовые заявки которых оказались выше равновесной цены, и потребители, ценовые заявки которых оказались ниже равновесной цены, в торговый график не включаются. В случае если в результате конкурентного отбора часть или весь объём планируемого производства (потребления) не включён в торговый график, участник может либо ограничить своё производство (потребление) на уровне торгового графика, либо выработать (потребить) недостающий объем на балансирующем рынке.

#### Балансирующий рынок
Балансирующий рынок представляет собой рынок отклонений фактического почасового производства и потребления электроэнергии от планового торгового графика и предназначен для обеспечения баланса производства и потребления в реальном времени. Генераторы, изменившие производство электроэнергии по инициативе Системного оператора, получают премию. Генераторы, снизившие производство по собственной инициативе, и потребители, увеличившие нагрузку, нагружаются дополнительной платой. На балансирующем рынке поставщики подают заявки Системному оператору на загрузку (отклонение «вверх») и разгрузку (отклонение «вниз») своих мощностей по сравнению с плановыми объёмами, сформировавшимися на РСВ. В заявках указываются цены и возможные объемы увеличения производства электроэнергии, а также цены за отклонение «вниз» по инициативе Системного оператора. Заявки потребителей на возможное снижение нагрузки рассматриваются наравне с заявками генерирующих компаний на увеличение производства. При возникновении небаланса в энергосистеме Системный оператор увеличивает производство электроэнергии или ограничивает нагрузку потребителей-регуляторов, начиная с указавших минимальные цены в заявках.

### Рынок мощности
Мощность — особый товар, покупка которого предоставляет участнику оптового рынка право требовать от продавцов мощности поддерживать генерирующее оборудование в состоянии готовности к выработке электроэнергии.
Рынок мощности позволяет избежать дефицита мощности в среднесрочной и долгосрочной перспективе, сформировать у собственников генерирующего оборудования обязательства по поддержанию мощностей в состоянии готовности к работе, а также возместить часть условно-постоянных издержек при эксплуатации генерирующих объектов. За счет функционирования рыночных механизмов, учитывающих доходность на инвестированный капитал, повышается инвестиционная привлекательность строительства и эксплуатации объектов электроэнергетики.
Целью формирования рынка мощности является создание благоприятных условий для привлечения инвестиций в электроэнергетику, обеспечивающих создание новых генерирующих мощностей в объёме, достаточном для удовлетворения спроса на электроэнергию и поддержания необходимого уровня надёжности энергоснабжения. Отбор поставщиков мощности производится Системным оператором на основе конкурентного отбора ценовых заявок на продажу мощности. Поставщики, отобранные в результате конкурентного отбора, получают гарантию востребованности их мощности. В период действия этой гарантии продажа мощности может осуществляться по свободным двусторонним договорам с одновременной продажей электроэнергии на конкурентном рынке либо тарифным способом по цене, указанной поставщиком в ценовой заявке с одновременной продажей электроэнергии по тарифу, устанавливаемому ФАС России.
Долгосрочный рынок мощности предусматривает:
- покупку/продажу мощности, отобранной по итогам конкурентного отбора мощности (КОМ), по договорам купли-продажи мощности, заключённым по итогам КОМ;
- покупку/продажу мощности по свободным договорам купли/продажи мощности, в том числе на бирже (СДМ);
- покупку/продажу мощности новых объектов тепловой генерации по договорам о предоставлении мощности (ДПМ) и по договорам купли-продажи мощности новых атомных электростанций и тепловых электростанций, аналогичным ДПМ.
- покупку/продажу мощности генерирующих объектов, отнесённым к генерирующим объектам, поставляющим мощность в вынужденном режиме (вынужденные генераторы);
- покупку/продажу мощности по регулируемым договорам (РДМ) (в отношении поставок населению и приравненным к населению категориям потребителей);
- покупку/продажу мощности генерирующих объектов, определённых по результатам конкурсов и отборов инвестиционных проектов.

В долгосрочном рынке КОМ производится исходя из формируемого системным оператором ЕЭС прогноза спроса на соответствующий период поставки. В случае превышения фактического спроса на мощность над прогнозным возможно проведение корректирующего конкурентного отбора.
В ходе КОМ в первую очередь отбираются мощности, введённые по ДПМ с объектами тепловой генерации, а также по аналогичным ДПМ договорам с атомными электростанциями и гидроэлектростанциями. Мощность, не прошедшая конкурентный отбор, не оплачивается, за исключением мощности генерирующих объектов, работа которых необходима для поддержания технологических режимов работы энергосистемы или поставок тепловой энергии (вынужденные генераторы). Мощность вынужденных генераторов оплачивается по тарифу, установленному ФАС России.
В декабре 2010 года закончилась первая кампания по подписанию ДПМ. Объект тепловой генерации, введённый по ДПМ, получает гарантию оплаты мощности на 10 лет, обеспечивающую возврат капитальных затрат и оговорённых эксплуатационных расходов. Для договоров, аналогичных ДПМ, заключаемых с атомными электростанциями и гидроэлектростанциями, гарантия оплаты мощности составляет 20 лет.

### Рынок системных услуг
Рынок системных услуг используется в качестве механизма обеспечения надежности функционирования энергетической системы и качества электрической энергии. В разных странах рассматривают различные типы системных услуг. Основными из них являются следующие:
- первичное и вторичное регулирование частоты электрического тока;
- регулирование напряжения;
- поддержание резервов мощности;
- возможность запуска генерирующего объекта без внешнего источника электрической энергии;
- регулирование нагрузки потребителей;
- противоаварийное управление.

Постановлением Правительства Российской Федерации № 117 от 3 марта 2010 г. утверждены правила отбора субъектов электроэнергетики и потребителей электроэнергии, оказывающих услуги по обеспечению системной надежности, и оказания таких услуг. Данным постановлением определены 4 вида услуг по обеспечению системной надежности:
- услуги по нормированному первичному регулированию частоты с использованием генерирующего оборудования электростанций;
- услуги по автоматическому вторичному регулированию частоты и перетоков активной мощности с использованием генерирующего оборудования электростанций (за исключением гидроэлектростанций установленной мощностью более 100 МВт);
- услуги по регулированию реактивной мощности с использованием генерирующего оборудования электростанций, на котором в течение периода оказания соответствующих услуг не производится электрическая энергия;
- услуги по развитию систем противоаварийного управления в Единой энергетической системе России.

Организация отбора субъектов электроэнергетики, оказывающих услуги по обеспечению системной надежности, и оплата таких услуг, а также координация их действий по оказанию услуг по обеспечению системной надежности осуществляются Системным оператором.

## Участники оптового рынка
Участники оптового рынка —
- поставщики электрической энергии и мощности (генерирующие компании или организации, имеющие право продажи производимой на генерирующем оборудовании электрической энергии (мощности), организации, осуществляющие экспортно-импортные операции) и
- покупатели электрической энергии и мощности, получившие статус субъектов оптового рынка и право на участие в торговле электрической энергией (мощностью) на оптовом рынке (Постановление Правительства РФ № 1172 «Об утверждении правил оптового рынка электрической энергии и мощности»[4]):
  - энергосбытовые организации,
  - крупные потребители электрической энергии (мощности),
  - гарантирующие поставщики(энергоснабжающие организации),
  - организации, осуществляющие экспортно-импортные операции

### Субъекты оптового рынка
В состав субъектов оптового рынка входят участники обращения электрической энергии и (или) мощности —
- поставщики электрической энергии (генерирующие компании) и
- покупатели электрической энергии (энергосбытовые организации, крупные потребители электрической энергии, гарантирующие поставщики), получившие статус субъектов оптового рынка в порядке, установленном Федеральным законом «Об электроэнергетике»,
- «Совет рынка»,
- коммерческий оператор и иные организации, обеспечивающие в соответствии с правилами оптового рынка и договором о присоединении к торговой системе оптового рынка функционирование коммерческой инфраструктуры оптового рынка,
- организации, обеспечивающие функционирование технологической инфраструктуры оптового рынка (организация по управлению единой национальной (общероссийской) электрической сетью, системный оператор).

По состоянию на 01.01.2012 г. в реестр субъектов оптового рынка внесены:
- 113 генерирующих организаций,
- 134 гарантирующих поставщика,
- 113 энергосбытовых организаций,
- 113 крупных потребителей,
- 1 организация с экспортно-импортными функциями (ПАО «ИНТЕР РАО ЕЭС»),
- 5 инфраструктурных организаций (АО «СО ЕЭС», ПАО «ФСК ЕЭС», НП «Совет рынка» Архивная копия от 27 марта 2021 на Wayback Machine, АО «АТС» Архивная копия от 23 марта 2021 на Wayback Machine, АО «ЦФР» Архивная копия от 7 апреля 2021 на Wayback Machine).

Для сравнения, по состоянию на 31.12.2007 г. в реестре субъектов оптового рынка были зарегистрированы среди гарантирующих поставщиков и энергосбытовых организаций 71 и 32 организации соответственно.